# Lulach
Lulach (1030 – 17. března 1058), byl král Skotska (Alby) od 15. srpna 1057 do 17. března 1058.
Zdá se, že byl slabým panovníkem. Nicméně je prvním králem, o jehož korunovaci, která se konala v srpnu 1057 ve Scone, existují podrobnější informace.
Byl synem Gruoch Skotské z jejího prvního manželství s Gillem Coemgáinem, hrabětem (mormaerem) z Moray a nevlastním synem skotského krále Macbetha. Poté, co Macbeth padl roku 1057 v bitvě, stal se jeho nástupcem na skotském trůnu.
Vládl pouze několik měsíců do doby, kdy byl zavražděn a jeho následníkem se stal Malcolm III. Předpokládá se, že byl pohřben nedaleko kláštera na ostrově Iona. Jeho syn Máel Snechtai se stal hrabětem z Moray.